# Hans Maly
Hans Maly (* 7. März 1907 in Köln; † 28. Oktober 1971) war ein deutscher Polizeibeamter. Er im NS-Regime als leitender Beamter im Reichssicherheitshauptamt (RSHA) maßgeblich an der Organisation der Deportation von „Zigeunern“ beteiligt. Nach dem Zusammenbruch der Diktatur war er als Chef der Kriminalpolizei in der damaligen Bundeshauptstadt Bonn tätig.

## Leben

### Ausbildung
Maly besuchte nach der Volksschule das staatliche Friedrich-Wilhelm-Gymnasium sowie das Realgymnasium in Köln. Nach dem Bestehen der Reifeprüfung im Jahr 1926 studierte er Jura an der Universität zu Köln. Die erste juristische Staatsprüfung bestand er am 22. Dezember 1929. Anschließend leistete er den juristischen Vorbereitungsdienst ab. 1930 promovierte er bei Hans Carl Nipperdey zum Dr. jur.

### Karriere im Polizeidienst während der Zeit des Nationalsozialismus
Zum 1. Februar 1932 wurde Maly in den höheren Dienst der Kriminalpolizei in Köln aufgenommen. 1934 wurde er dort zum Kriminalkommissar befördert. Nach einer kurzzeitigen Verwendung in Saarbrücken wurde Maly 1937 ins
„Hauptamt Sipo in Berlin (Gestapa SD)“ – so das Berliner Document Center (BDC) –, also in die Gestapo-Zentrale versetzt. Nach dem Ende der Beitrittssperre (1933–1937) trat er zum 1. Mai 1937 der NSDAP bei (Mitgliedsnummer 5.851.750) und im Jahr darauf noch vor dem sogenannten Eingliederungserlass der SS (SS-Nummer 290.593) bei, wo er 1939 zum SS-Sturmbannführer befördert wurde. 1939 war Maly für einige Monate bei der Kriminalpolizei-Leitstelle Wien tätig, bevor er später in diesem Jahr in das neu gegründete Reichssicherheitshauptamt versetzt wurde. 1942 wurde er dort zum Kriminalrat und 1944 zum Kriminaldirektor befördert.
Im Juni 1940 wurde Maly zum „Einsatzkommando Sicherheitspolizei in den Niederlanden“ nach Den Haag entsandt und kurz darauf als Befehlshaber der Sicherheitspolizei und des SD in den besetzten Niederlanden (BdSN) eingesetzt. Dort leitete er die Abteilung V (Kriminalabteilung), wo sein Stellvertreter und späterer Nachfolger Dr. jur. Oskar Wenzky war. Norbert Schloßmacher vertritt die Auffassung, dass Maly wahrscheinlich bereits damals „auch mit Zwangsmaßnahmen gegen die niederländische Bevölkerung zu tun“ gehabt habe.
Im Januar 1943 wurde Maly wieder ins Reichskriminalpolizeiamt versetzt, das zwischenzeitlich als Amtsgruppe V in das Reichssicherheitshauptamt integriert worden war. In diesem leitete er bis September 1943 das Sachgebiet „Vorbeugungsmaßnahmen gegen Berufsverbrecher, Gewohnheitsverbrecher und Gemeingefährliche“. Von Januar bis April 1943 vertrat er zusätzlich den erkrankten Kriminalrat Hans Otto als Bearbeiter des Sachgebiets „Vorbeugungsmaßnahmen gegen Asoziale, Prostituierte und Zigeuner“. Später vertrat Maly außerdem zeitweise geschäftsführend den Kriminaloberrat Heinrich Böhlhoff, den Leiter des Referats A 2, dem die „Reichszentrale zur Bekämpfung des Zigeunerunwesens“ unterstand. In den zuletzt genannten beiden Funktionen ordnete Maly während der acht Monate seiner Tätigkeit im RSHA in zahlreichen Fällen harte Maßnahmen gegen „Asoziale, Prostituierte und Zigeuner“ an, insbesondere wies er zahlreiche Einzelpersonen in Konzentrationslager ein. Außerdem war er als Ersatzmann von Otto an der im Frühjahr 1943 vom Reichskriminalpolizeiamt federführend organisierten Deportation der „Zigeuner“ in das Zigeunerlager Auschwitz maßgeblich beteiligt.
Von September 1943 bis Ende 1943 war Maly erneut in seiner alten Funktion in den Niederlanden eingesetzt. Zuletzt war er vom 5. Januar bis 5. Mai 1945 Leiter der Abteilung V (Kripo) im Stab des Befehlshabers der Sicherheitspolizei und des SD in Dänemark.

### Nach 1945
Kurz vor Ende des Zweiten Weltkriegs wurde Maly am 5. Mai 1945 von Angehörigen der britischen Armee verhaftet und als NS-belastet bis 1947 in verschiedenen Lagern interniert.
Nach seinem Spruchkammerverfahren, das mit der Einstufung in die Kategorie V (Entlastete) bzw. seiner Entnazifizierung endete, wurde Maly zum 1. Januar 1948 unter Zuerkennung seines alten Ranges als Kriminalrat wieder in den Polizeidienst übernommen. Er war zunächst bei der Kriminalpolizei in Köln tätig, bevor er in den 1950er Jahren als Kriminaloberrat zum Chef der Kriminalpolizei in Bonn aufstieg.
Seine NS-Vergangenheit holte Maly Ende der 1950er Jahre ein: 1958 gingen mehrere anonyme Anzeigen gegen ihn bei der Staatsanwaltschaft Bonn ein, die wahrscheinlich von einem Mitarbeiter des Wiedergutmachungsamtes in Karlsruhe stammten. Im folgenden Jahr wurde seine SS-Vergangenheit publik, nachdem die Gewerkschaft Öffentliche Dienste, Transport und Verkehr (ÖTV) einen offenen Brief an ihn in einer Zeitung veröffentlicht hatte, in dem sie ihm vorhielt „seit dem 15. März 1938 ordentliches Mitglied der SS gewesen zu sein und seit 1941 [sic!] den Rang eines SS-Sturmbannführers bekleidet zu haben“. Im April 1960 wurde er schließlich wegen des Verdachts, sich in seiner Tätigkeit in den Jahren 1942/1943 der Rechtsbeugung schuldig gemacht zu haben, seines Amtes enthoben.
Die 1958 aufgenommenen Ermittlungen zur Verfolgung und Vernichtung der deutschen Roma-Minderheit ("Sammelverfahren zum Zigeunerkomplex") bestätigten den Verdacht gegen Maly, für Deportationen in das "Zigeunerfamilienlager" in Auschwitz-Birkenau verantwortlich zu sein. Maly wurde 1964 wegen der Mitverantwortung nur in einem dieser Fälle angeklagt, da die anderen ihm zunächst angelasteten Fälle nach Meinung des Staatsanwalts nicht mehr verfolgbar waren. Das Verfahren, das aus gesundheitlichen Gründen vielfach unterbrochen wurde, endete 1970 mit Malys Entlassung wegen Verhandlungsunfähigkeit aufgrund einer "Leberzellverfettung bei Alkoholabusus". Zu einem Urteil kam es daraufhin nicht mehr. Maly war der einzige von etwa 70 Beschuldigten gewesen, der in diesem Verfahren angeklagt worden war.

## Schriften
- Der Erwerb vom Anfechtungsgegner: Vgl. § 142 II BGB, 1931. (Dissertation)